# 聖露西亞駐外機構列表

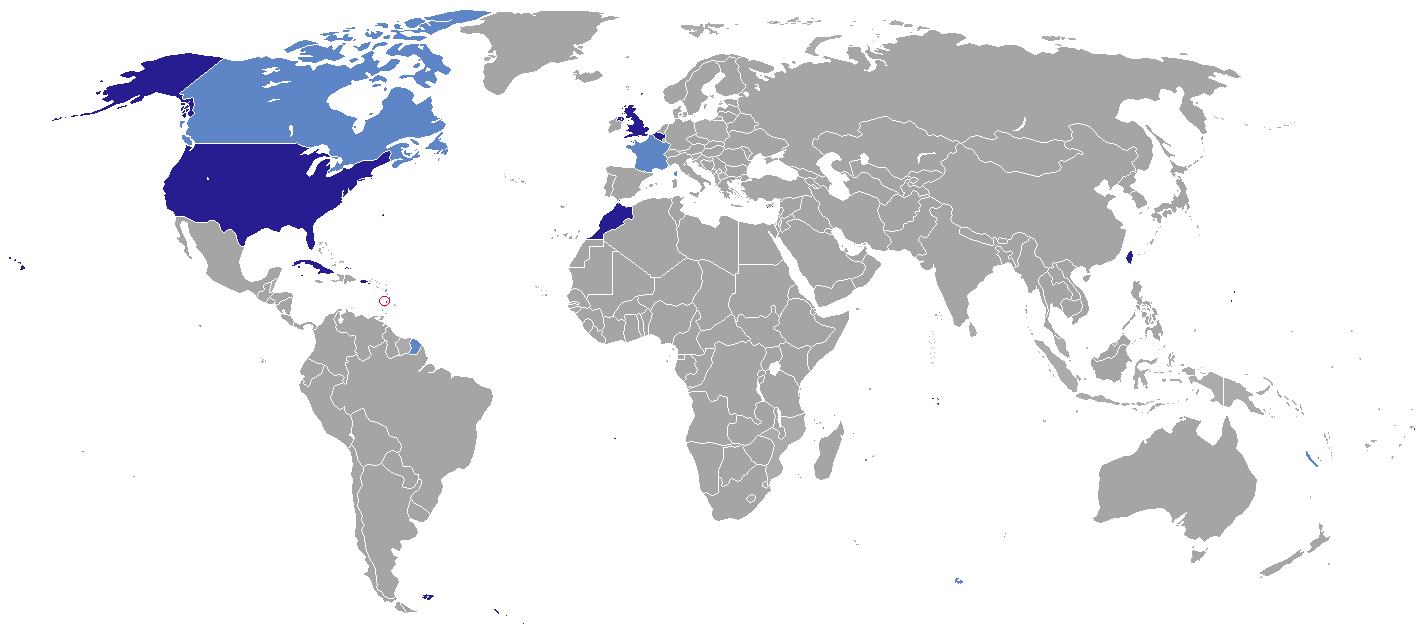
設有聖露西亞駐外機構之國家分布
聖露西亞
設有聖露西亞大使館或高級專員公署之國家
設有聖露西亞總領事館之國家

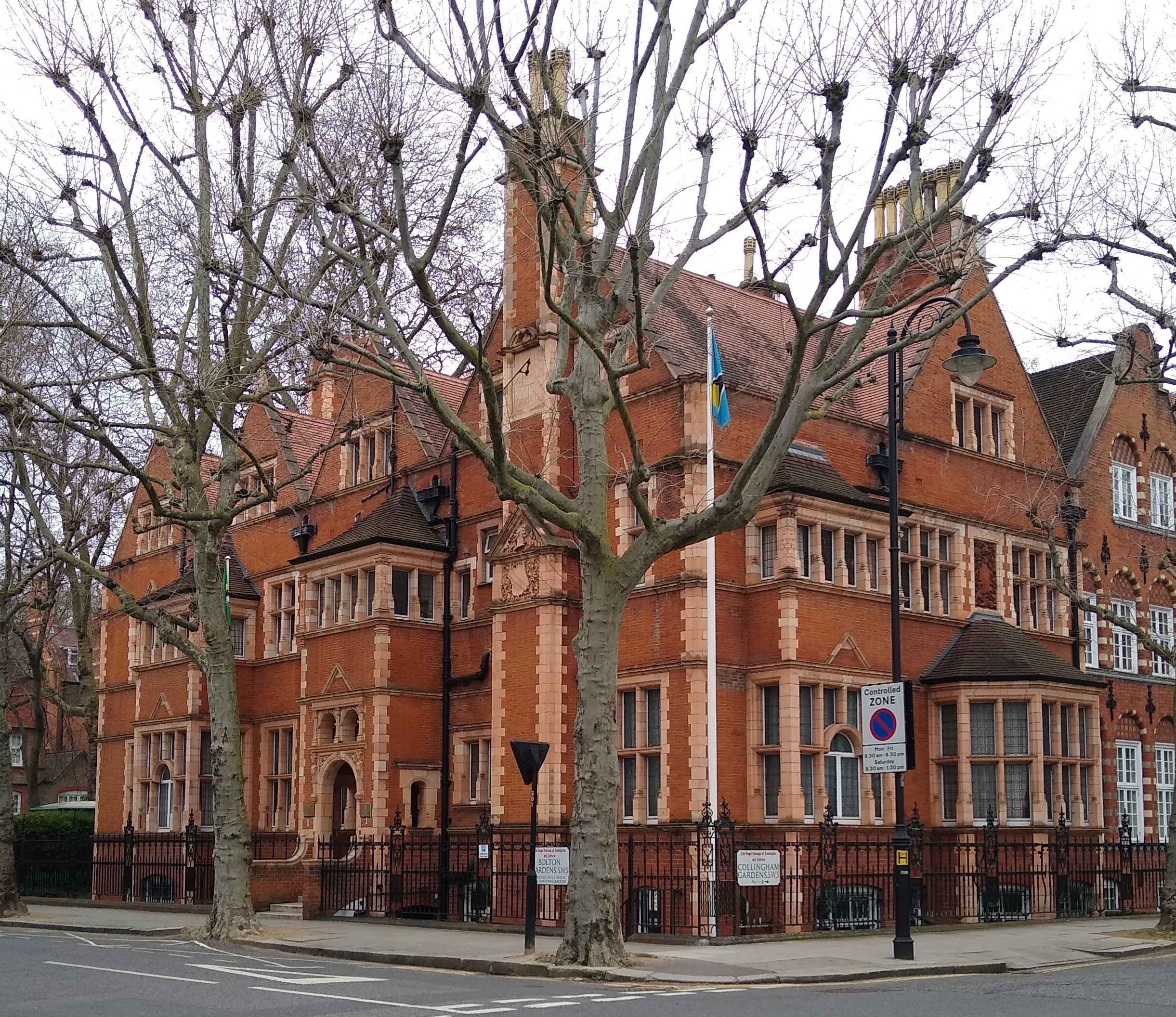
位於倫敦的聖露西亞高級專員公署

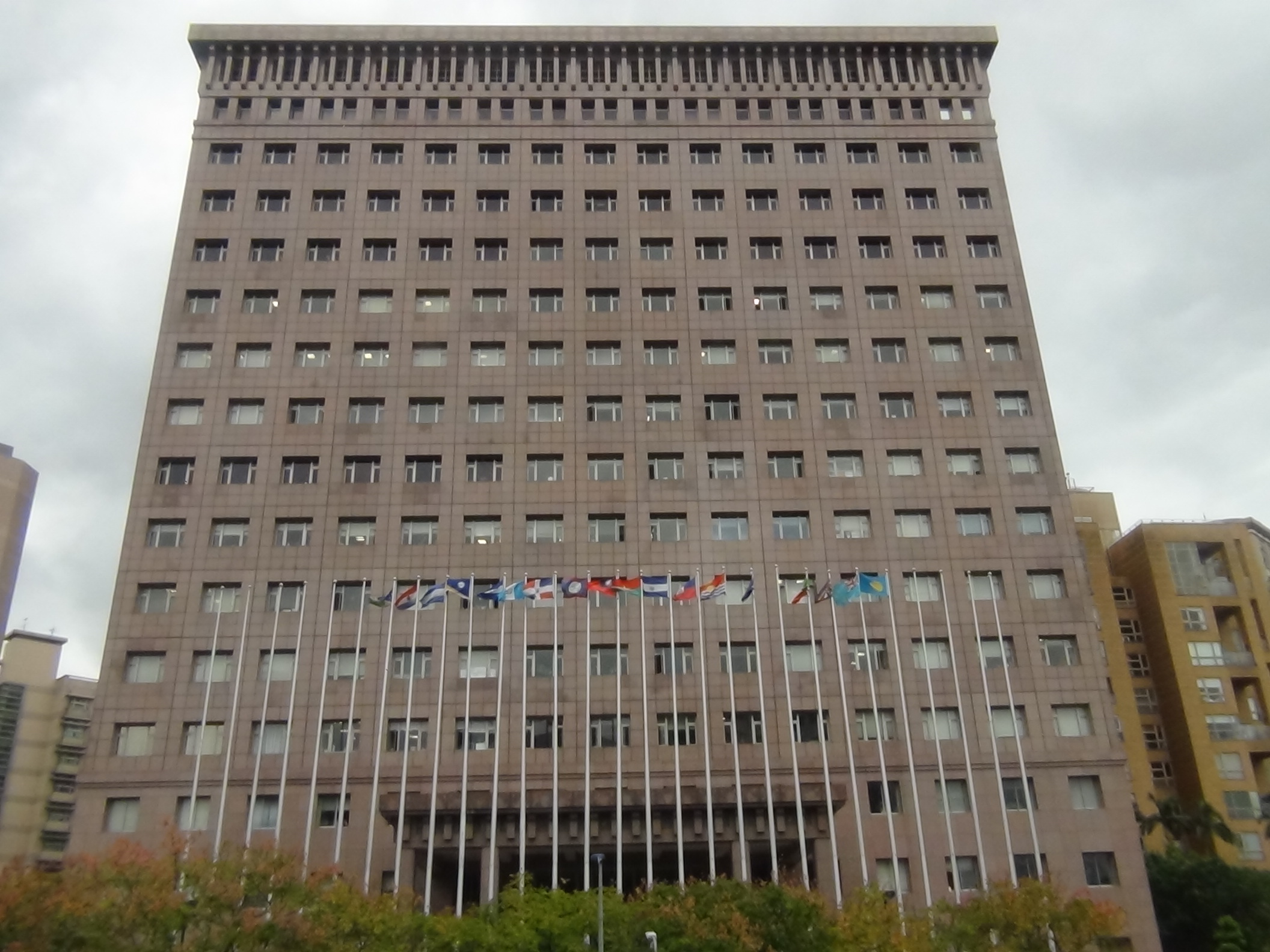
位於臺北的使館特區大樓，聖露西亞大使館設於其中

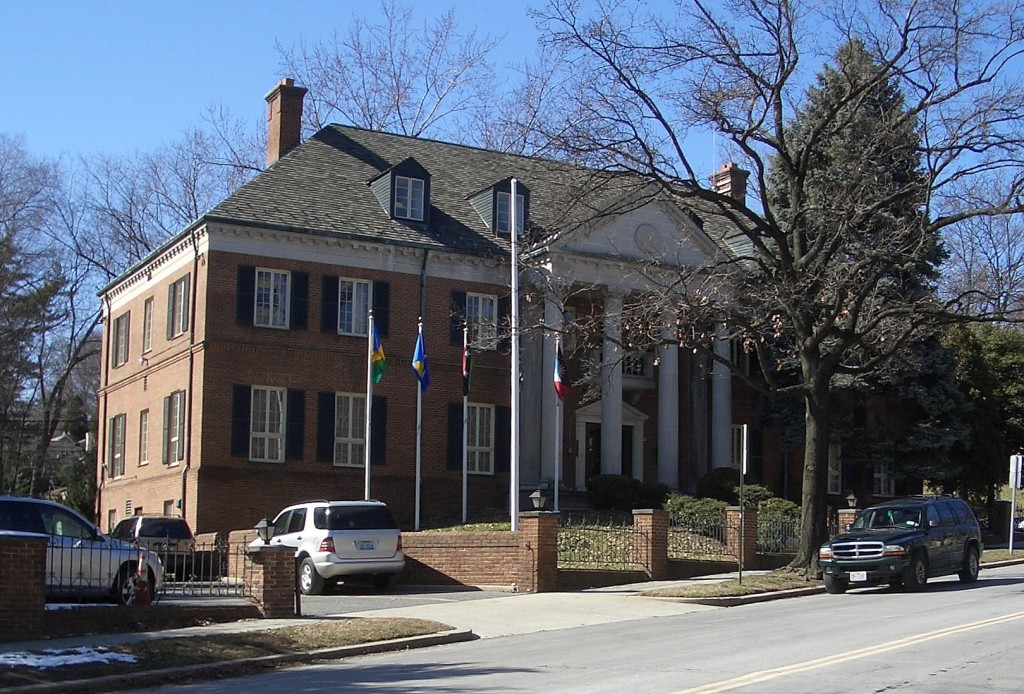
位於華盛頓特區的聖露西亞大使館

聖露西亞駐外機構列表列出了圣卢西亚在各國的外交代表機構，包含大使館、領事館、高級專員公署、代表團等。位於加勒比地区的聖露西亞僅有少量的駐外機構，與其他東加勒比國家組織成員國共享位於布鲁塞尔的駐歐盟代表團、駐日內瓦技術代表團、以及駐摩洛哥大使館。該國承認中華民國，並於臺北市設有該國於亞洲設立的第一座大使館。

## 美洲
- 加拿大
  - 多伦多（總領事館）
- 古巴
  - 哈瓦那（大使館）
- 法國
  - 馬提尼克法兰西堡（總領事館）
- 美国
  - 华盛顿哥伦比亚特区（大使館）
  - 迈阿密（總領事館）
  - 纽约（總領事館）

## 亞洲
- 中華民國（臺灣）
  - 臺北市（大使館）[4]

## 歐洲
- 比利时
  - 布鲁塞尔（大使館）
- 英国
  - 伦敦（高級專員公署（英语：High Commission of Saint Lucia, London））

## 國際組織
- 欧盟
  - 布鲁塞尔（代表團）
- 联合国
  - 纽约（常駐代表團）
- 聯合國教科文組織
  - 巴黎（常駐代表團）
- 美洲国家组织
  - 华盛顿哥伦比亚特区（常駐代表團）

## 外部連結
- Government of Saint Lucia: Overseas missions